# Tijara
Tijara è una suddivisione dell'India, classificata come municipality, di 19.918 abitanti, situata nel distretto di Alwar, nello stato federato del Rajasthan. In base al numero di abitanti la città rientra nella classe IV (da 10.000 a 19.999 persone).

## Geografia fisica
La città è situata a 27° 55' 60 N e 76° 50' 60 E e ha un'altitudine di 290 m s.l.m..

## Società

### Evoluzione demografica
Al censimento del 2001 la popolazione di Tijara assommava a 19.918 persone, delle quali 10.476 maschi e 9.442 femmine. I bambini di età inferiore o uguale ai sei anni assommavano a 3.605, dei quali 1.923 maschi e 1.682 femmine. Infine, coloro che erano in grado di saper almeno leggere e scrivere erano 12.419, dei quali 7.581 maschi e 4.838 femmine.